# فو تونغ وونغ
فو تونغ وونغ (بالإنجليزية: Fu tong wong)‏ هو ملحن أمريكي، ولد في 1948.